# Eudesmus
Eudesmus is een kevergeslacht uit de familie van de boktorren (Cerambycidae). De wetenschappelijke naam van het geslacht werd voor het eerst geldig gepubliceerd in 1835 door Audinet-Serville.

## Soorten
Eudesmus omvat de volgende soorten:
- Eudesmus caudalis Bates, 1865
- Eudesmus diopites Dillon & Dillon, 1946
- Eudesmus ferrugineus (Thomson, 1860)
- Eudesmus grisescens Audinet-Serville, 1835
- Eudesmus nicaraguensis Breuning, 1958
- Eudesmus posticalis Guérin-Méneville, 1844
- Eudesmus rubefactus Bates, 1865